# Stráň u Chroustova
Přírodní rezervace Stráň u Chroustova byla vyhlášena roku 1951 a nachází se v okrese Kolín asi tři čtvrtě kilometru jižně od obce Chotutice, na jihozápadním úbočí vrchu Radim (268 m); katastrálně přísluší k obci Radim. Důvodem ochrany je charakter společenstva skalních stepí a teplomilných suchomilných druhů. Rezervace je zařazena do systému Natura 2000.

## Popis oblasti
Skalnaté srázy na pravém břehu řeky Výrovky orientované k jihu až jihozápadu. Lokalita má charakter skalní stepi s hojným výskytem plazů např. ještěrky zelené (Lacerta viridis), ještěrky obecné (Lacerta agilis), užovky hladké (Coronella austriaca) a užovky obojkové (Natrix natrix). Na jižním svahu vrchu Radim rostou teplomilné rostliny jako kavyl Ivanův (Stipa pennata), křivatec český (Gagea bohemica) či koniklec luční (Pulsatilla pratensis). Cenná společenstva bezobratlých s několika reliktními druhy, např. sklípkánkem pontickým (Atypus muralis), kodulkami a pásovkou viniční. Bezlesí. Dříve byla lokalita pravděpodobně využívána jako pastvina.